# (124192) Moletai
(124192) Moletai est un astéroïde de la ceinture principale aréocroiseur.

## Description
(124192) Moletai est un astéroïde aréocroiseur. Il présente une orbite caractérisée par un demi-grand axe de 2,16 UA, une excentricité de 0,28 et une inclinaison de 5,8° par rapport à l'écliptique.

## Compléments